# B. Braun

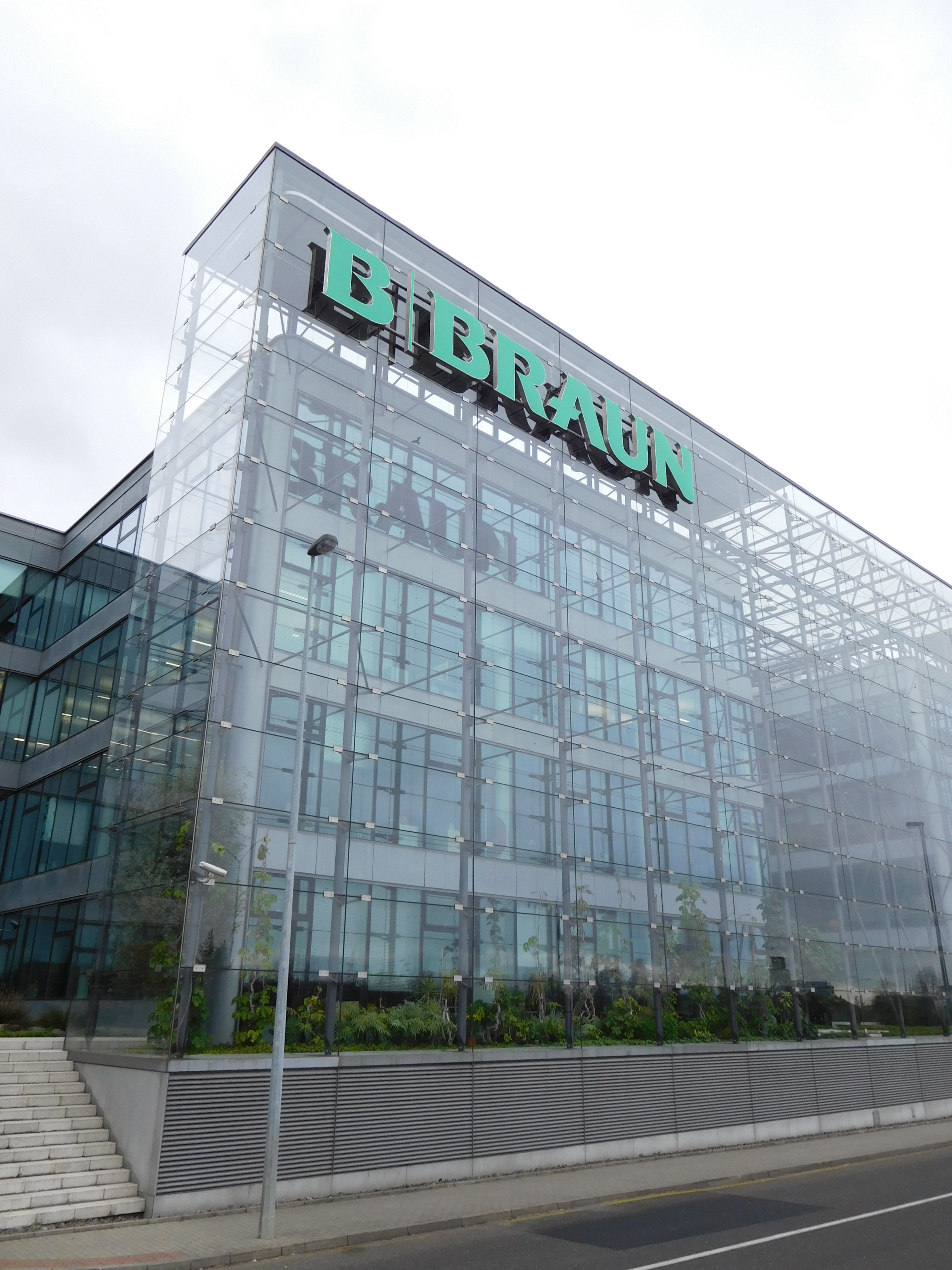
Офисы B. Braun в Праге.

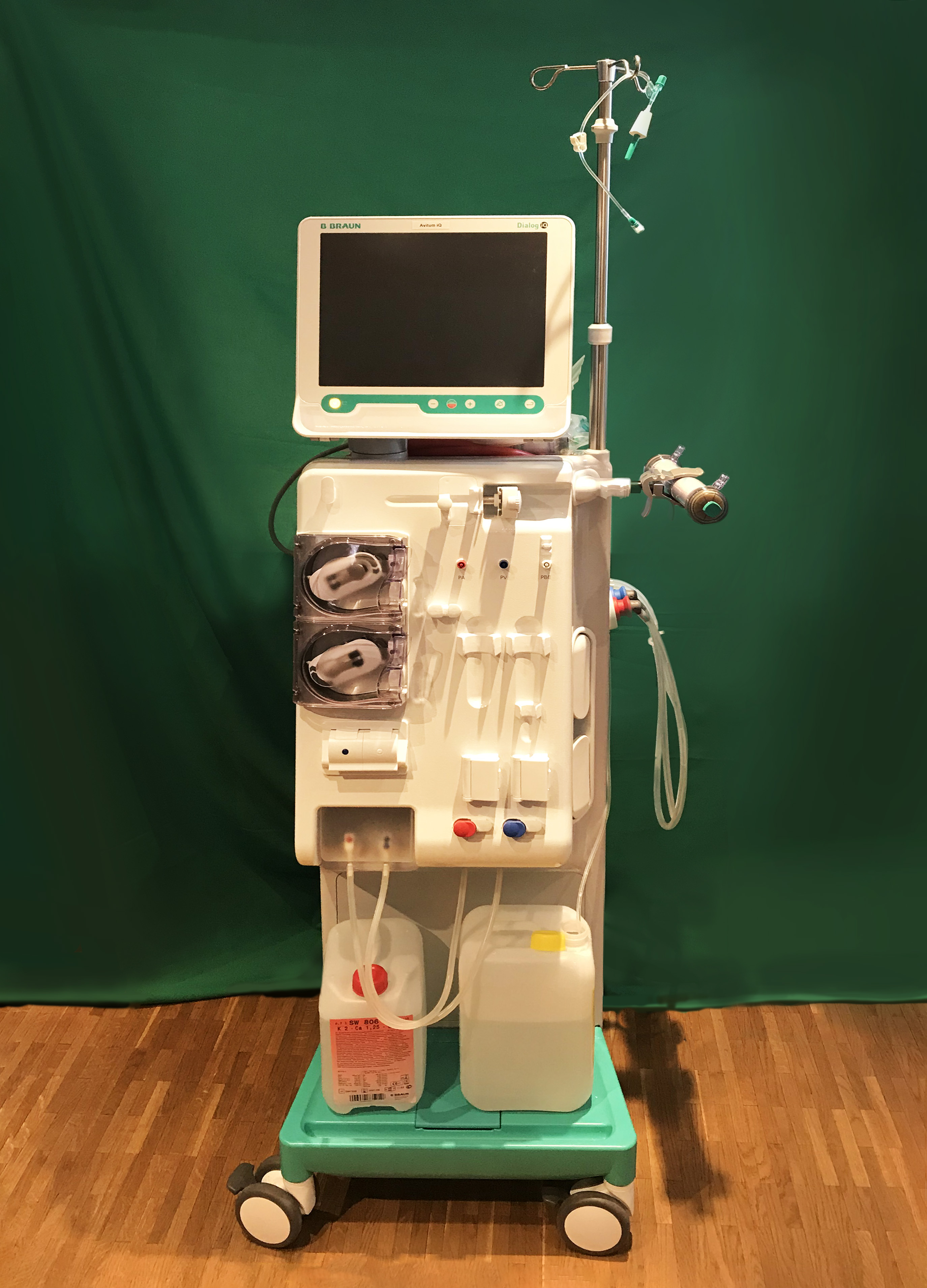
Диализный аппарат Dialog производства B. Braun

B. Braun, «Б. Браун» — немецкая медицинская и фармацевтическая компания. На сегодняшний день штат компании превышает 64 000 человек по всему миру, а её филиалы и заводы расположены более чем в 60 странах. Штаб-квартира B. Braun находится в городе Мельзунген (Гессен, центральная Германия). Компания была основана в 1839 году семьей Браун, которая и сейчас находится во главе B. Braun Melsungen AG.
В портфель B. Braun входит свыше 5000 продуктов медицинского назначения, более 95 % из них производятся самой компанией. В 2019 году выручка компании составила 7,471 миллиардов евро.

## История
История компании началась в 1839 году, когда Юлиус Вильгельм Браун приобрёл в городе Мельзунгене аптеку «Роза» и стал по почте продавать лечебные травы клиентам по всей Германии.
Позднее был построен завод, на котором началось производство различных медицинских товаров, в основном шовных материалов. Эта продукция начала поставляться в больницы, а в следующие несколько десятилетий в портфолио B. Braun появились новые продуктовые линейки, среди них растворы для внутривенного введения, приборы для контроля за состоянием пациента и другое медицинское оборудование. В 1956 году B. Braun разработал первый пластиковый контейнер для внутривенного введения растворов, а в 1960-е годы компания начала активно работать с пластиком для медицинских и фармацевтических целей и расширять линейку продукции по уходу за пациентами.
По мере роста компании приобретались и возводились заводы в таких странах как Великобритания, Франция, Италия, Испания, Швейцария, Венгрия, Словакия, Чехия, США, Бразилия и Малайзия. В 1976 году B. Braun также приобрёл контрольный пакет акций Aesculap AG — немецкой компании-производителя хирургических инструментов. По данным на 2019 год число сотрудников B. Braun составляет 64 585 человек в 64 странах.
В 2009 году компания была признана лучшим работодателем в Германии.

## Подразделения

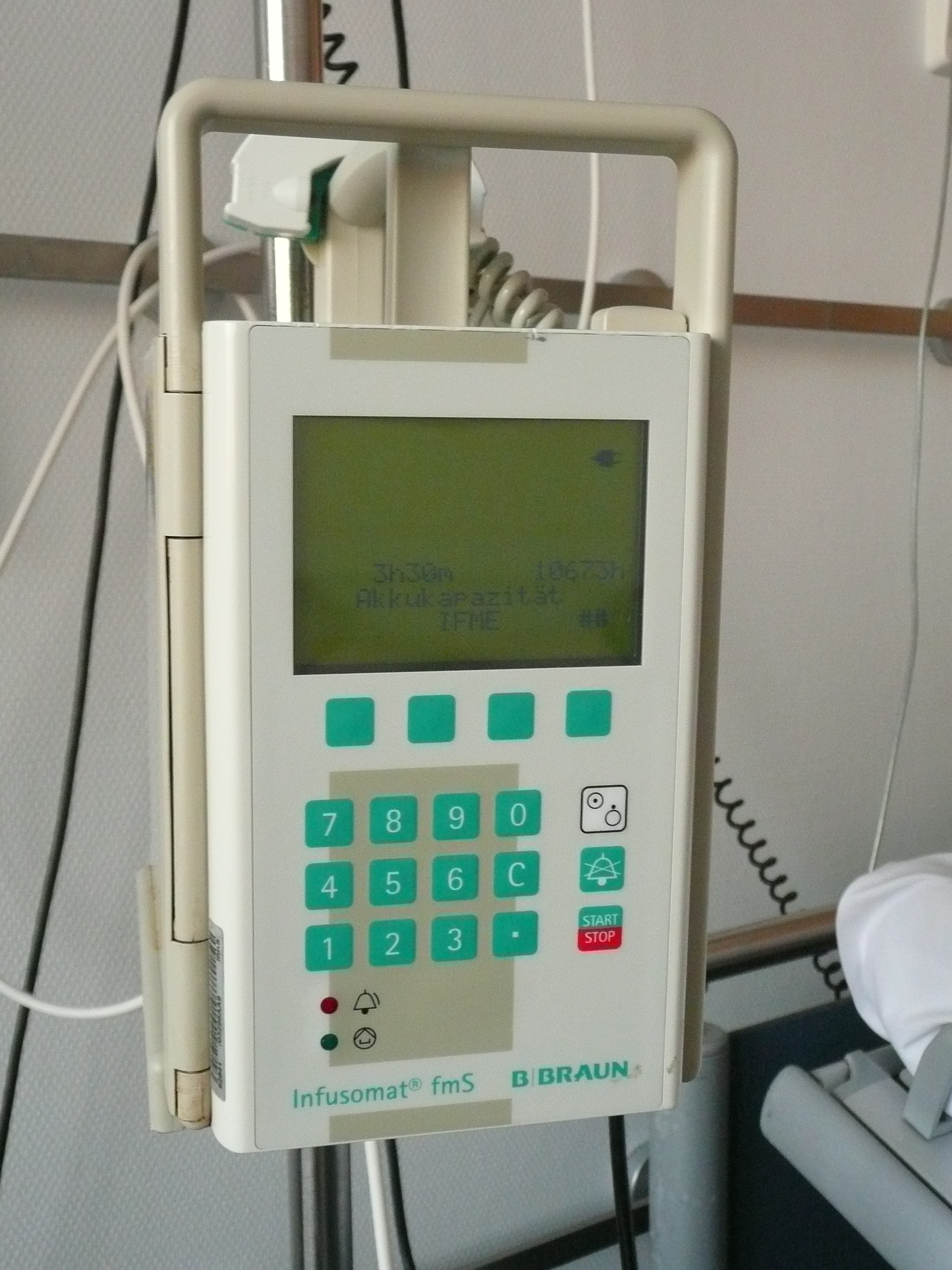
Перистальтический инфузионный насос Infusomat fmS производства B. Braun

На международном уровне в B. Braun существует ряд подразделений.
- Подразделение госпитальной продукции (Hospital Care) обеспечивает врачей, медицинских сестер, фармацевтов и медицинских администраторов решениями для стационарного лечения пациентов, особенно в анестезиологии, интенсивной терапии, медицине неотложных состояний и общей терапии.[8]
- Подразделение Aesculap (Эскулап) специализируется на оснащении операционных и отделений интервенционной терапии. Aesculap производит хирургические инструменты для открытого или минимально инвазивного доступа, имплантаты, шовные материалы, контейнерные системы и системы хранения хирургического инструментария, хирургические моторные и навигационные системы, а также изделия для интервенционной кардиологии.[9]
- Подразделение OPM (Out Patient Market) представляет медицинские изделия для хронически больных и пациентов, нуждающихся в продолжительном уходе. Направления деятельности подразделения ОРМ:
  - продукция Б. Браун для дезинфекции
  - современные средства для ухода за ранами
  - продукция Б. Браун по уходу за стомой
  - продукция Б. Браун для пациентов с нарушениями функций мочевыделения[8]
- Подразделение B. Braun Avitum является поставщиком продуктов и услуг для людей с хронической и острой почечной недостаточностью. Б. Браун Авитум предлагает полный спектр всевозможных видов диализной продукции, программных решений и систем водоподготовки для диализного лечения, а также профессиональную техническую поддержку и обучение.[10]
- Aesculap Academy (Эскулап Академия) является школой по организации различных форумов для врачей, среднего медицинского персонала и руководителей клиник. Она была основана в 1995 году в Тутлингене (Германия), на сегодняшний день «Эскулап Академия» присутствует более чем в 40 странах, в том числе и в России.[11]
- Подразделение TransCare занимается оказанием медико-санитарной помощи на дому и функционирует в Германии, Австрии и Великобритании.[12]
- Подразделение B. Braun Sterilog представляет собой сервис, специализирующийся на отчистке, дезинфекции и стерилизации хирургических инструментов. B. Braun Sterilog работает в Великобритании[13].

### Aesculap
Подразделение Aesculap, (/æsˈkliːp/), включая отделение Aesculap, Inc. в США, является производителем хирургических инструментов и оборудования. Название Aesculap происходит от имени древнегреческого бога медицины Асклепия (Aesculapius).
Продуктовая линейка Aesculap охватывает следующие сферы:
- хирургические технологии, системы для стерилизации и хранения инструмента
- нейрохирургия
- эндоскопическая хирургия
- сосудистые технологии

- продукция для закрытия ран
- ортопедия
- спинальная хирургия
- моторные системы[14][15]

Компания, позднее известная как Aesculap, была основана Готфридом Йеттером в 1867 году. Первая мастерская Йеттера находилась в его родном городе Туттлингене, где и по сей день находится головной офис компании. В 1887 году Вильгельм и Карл Кристиан Ширер, родственники Йеттера, вошли в руководство компанией. С этих пор она стала называться «Jetter & Scheerer». В 1889 году Посох Асклепия с короной становится торговой маркой компании, а в 1899 утверждается новое название бренда — «AESCULAP». В 1976 году B. Braun Melsungen AG становится основным держателем акций Aesculap.

### B. Braun Avitum

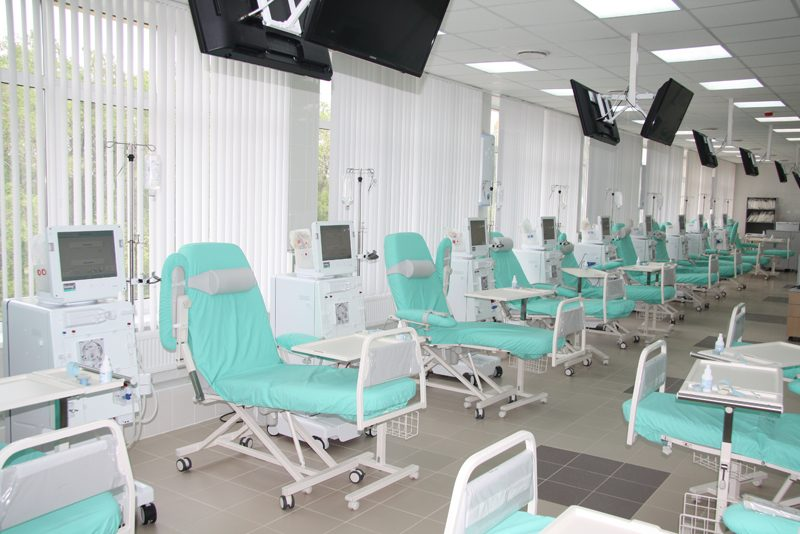
Диализный центр B. Braun в Новосибирске, Россия

После прорыва в клиническом диализе, произошедшем в 1950-е гг., B. Braun направил крупные инвестиции на развитие новейших разработок в этой области и начал поставлять оборудование для экстракорпорального очищения крови. В конце 1960-х гг. B. Braun начал производить собственные диализные аппараты совместно с компанией FRABA. В 1990-е гг. начали открываться диализные центры под эгидой B. Braun, первый из них появился в столице Венгрии, Будапеште в 1991 г. С 2008 года B. Braun Avitum является поставщиком полного спектра продукции и услуг для экстракорпоральной очистки крови. На сегодняшний день около 30 000 диализных пациентов получают диализную терапию в более чем 360 диализных центрах B. Braun Avitum.
Компания B. Braun Avitum Russland присутствует на российском рынке диализной продукции с 1998 года, как диализный провайдер, оказывающий услуги гемодиализа — с 2011 года. Сегодня в России открыто порядка 80 диализных центров, где работает более 1000 сотрудников и лечатся более 4000 пациентов.

## Терапевтические направления
Компания B. Braun предлагает продукцию и услуги в следующих терапевтических направлениях:
- лапароскопическая хирургия
- кардиоторакальная хирургия
- хирургия позвоночника
- ортопедическая хирургия
- нейрохирургия
- нутритивная терапия
- управление процессами оборота стерильных изделий и стерилизации
- интервенционная сосудистая терапия
- лечение ран
- уход за пациентами с нарушением функции выделения и урология
- экстракорпоральное очищение крови
- инфузионная терапия
- противоболевая терапия
- уход за стомой
- эпидемиологическая безопасность[20]

## Инновации в B. Braun
Одной из глобальных целей B. Braun является содействие специалистам в области здравоохранения на всех этапах пути их профессионального развития. Компания разрабатывает различные программы и сервисы для многих областей медицины. Так, например, в 2016 году была запущена специальная программа Onco Safety, позволяющая сократить ошибки при химеотерапии.
Большое место в разработках B. Braun занимает поиск решений для пациентов с хроническими заболеваниями, такими как почечная недостаточность. Во многих диализных центрах B. Braun Avitum активно применяются технологии электронного здравоохранения. К примеру, диализный центр в Маноске (Франция) использует инновационные разработки, позволяющие минимизировать визиты пациентов в клинику, обеспечивая врачам возможность следить за состоянием пациентов дистанционно, а необходимые консультации проводить в формате видео-конференций.
Преследуя цель создания инновационной продукции, которая будет наилучшим образом отвечать запросам и врачей, и пациентов, B. Braun активно сотрудничает как с крупными корпорациями, такими как Phillips, так и со стартапами и отдельными специалистами.